# Joseph Kitagawa
Pour les articles homonymes, voir Kitagawa (homonymie).
Joseph Mitsuo Kitagawa (1915–1992) est un professeur émérite nippo-américain de l'Université de Chicago et ancien doyen de University of Chicago Divinity School, connu pour ses travaux sur l'histoire des religions, en particulier celles de l'Orient.

## Titres
- Kobo-Daishi and Shingon Buddhism, 1951
- Religions of the East, 1960
- Religions orientales, 1961
- Gibt es ein Verstehen fremder Religionen?, 1963
- Religion in Japanese history, 1966
- Myths and symbols, 1969
- The History of Religions, 1985
- On understanding Japanese religion, 1987
- Buddhism and Asian History (Religion, History, and Culture), 1989
- The quest for human unity, 1990
- Spiritual liberation and human freedom in contemporary Asia, 1990
- The Christian tradition, 1992